# Black Mark Production
Black Mark Production  también ocasionalmente llamada Black Mark Productions es una compañía discográfica independiente sueca fundada en 1991 por el Börje "Boss" Forsberg (Padre de Quorthon) igualmente, ya fallecido, proveniente del grupo de metal sueco de culto Bathory. Siendo en su momento una discográfica que hizo difusión de la mayoría de grupos del metal y la escena nórdica en los años 90.
Ha tenido varias sedes que inicialmente fue en Berlín, Estocolmo, Toronto y Nueva York pero su sede actual es en Bruzaholm.
Actualmente su música la distribuye la igual discográfica de metal "Relapse Records".

## Algunos artistas de la discográfica
- Bathory
- Edge of Sanity
- Invocator
- Lake of Tears
- Quorthon